# William S. Groesbeck

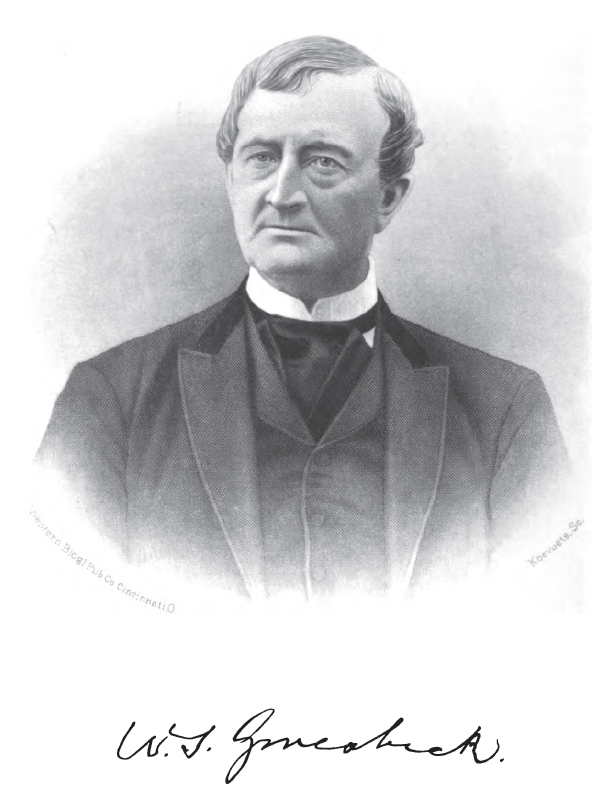
William S. Groesbeck

William Scolum Groesbeck (* 24. Juli 1815 in Kinderhook, New York; † 7. Juli 1897 in Cincinnati, Ohio) war ein US-amerikanischer Politiker der Demokratischen Partei. Vom 4. März 1857 bis 3. März 1859 war er Mitglied des Repräsentantenhauses der Vereinigten Staaten für den 2. Kongressdistrikt des Bundesstaates Ohio.

## Leben
William Groesbeck wurde in Kinderhook geboren. 1816 zog er mit seinen Eltern nach Cincinnati um. Dort besuchte er die öffentlichen Schulen und das August College. An der Miami University studierte er Jura. 1836 wurde er als Rechtsanwalt zugelassen und war fortan in Cincinnati tätig.
Als Kandidat der Demokratischen Partei wurde Groesbeck 1856 für den 2. Distrikt von Ohio ins US-Repräsentantenhaus gewählt. 1858 kandidierte er nicht mehr für eine Wiederwahl. 1861 war er Mitglied der Friedenskonferenz, die in Washington, D.C. abgehalten wurde. Von 1862 bis 1864 saß Groesbeck im Staatssenat.
1897 starb Groesbeck in Cincinnati. Er wurde auf dem Spring Grove Cemetery beigesetzt.